# Philippe d’Encausse
Philippe d’Encausse (ur. 24 marca 1967 w Clermont-Ferrand) – francuski lekkoatleta, trener, specjalista skoku o tyczce.

## Kariera sportowa
Zajął 9. miejsce na halowych mistrzostwach Europy w 1988 w Budapeszcie. Na igrzyskach olimpijskich w 1988 w Seulu zajął w finale 8. miejsce. Ponownie zajął 9. miejsce na halowych mistrzostwach Europy w 1989 w Hadze.
Zdobył brązowy medal na igrzyskach frankofońskich w 1989 w Casablance. Na halowych mistrzostwach Europy w 1990 w Glasgow zajął 8. miejsce.
Zwyciężył na igrzyskach śródziemnomorskich w 1991 w Atenach. Nie wszedł do finału na igrzyskach olimpijskich w 1992 w Barcelonie. Na mistrzostwach świata w 1993 w Stuttgarcie również odpadł w eliminacjach. Na halowych mistrzostwach Europy w 1994 w Paryżu wszedł do finału, ale nie zaliczył w nim żadnej wysokości.
Był wicemistrzem Francji w 1992 i 1993 oraz brązowym medalistą w 1988, 1990 i 1995, a w hali był brązowym medalistą w 1989, 1990 i 1994.
Jego rekord życiowy w skoku o tyczce wynosi 5,75 m (w hali, 21 marca 1993 w Grenoble).
Philippe d'Encausse od 2012 roku jest trenerem Renauda Lavillenie
Jego ojciec Hervé był także znanym tyczkarzem, dwukrotnym rekordzistą Europy.